# Eugenia Wąsowska-Leszczyńska

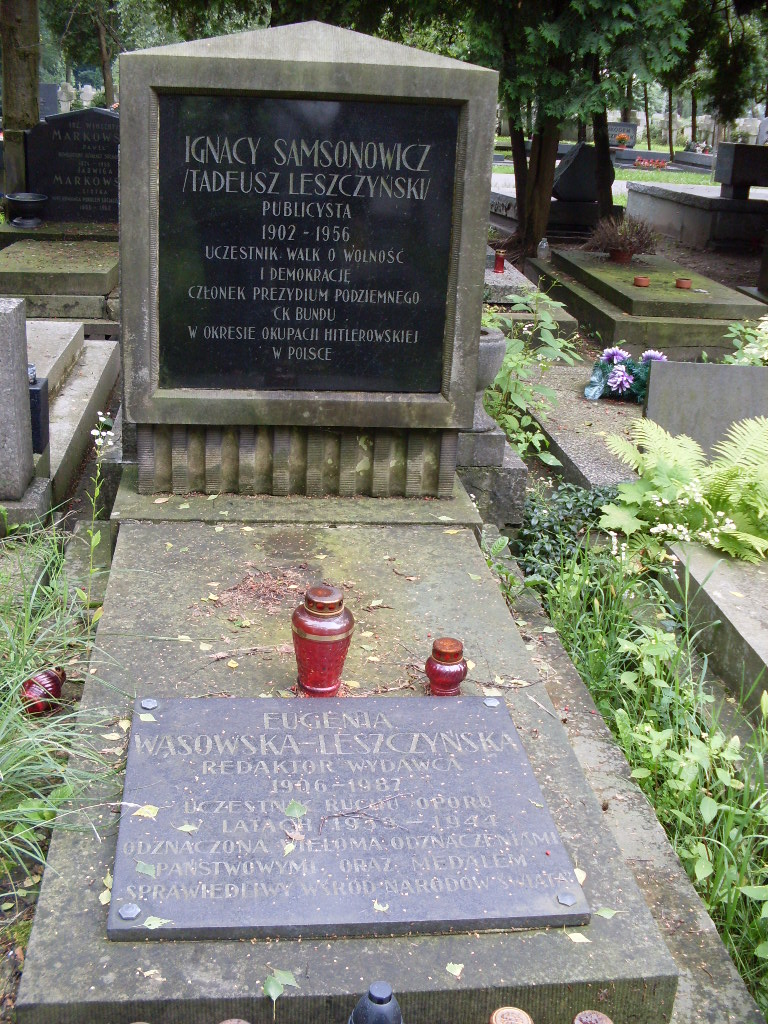
Grób Eugenii Wąsowskiej-Leszczyńskiej na Cmentarzu Wojskowym na Powązkach

Eugenia Wąsowska-Leszczyńska (ur. 2 lutego 1906 w Kałuszynie, zm. 28 maja 1986 w Warszawie) – polska działaczka społeczna i polityczna związana ze Stronnictwem Demokratycznym oraz Radą Pomocy Żydom „Żegota”. 

## Życiorys
Od 1935 roku pracowała w Polskim Czerwonym Krzyżu. Pierwotnie pełniła funkcję kierowniczki propagandy, a następnie w Zarządzie Głównym prowadziła dział opisowo-ogłoszeniowy. Podczas oblężenia Warszawy prezydent Stefan Starzyński osobiście mianował ją współorganizatorką kuchen zbiorowych. Po upadku stolicy zajęła się pracą społeczną, m.in. akcją dożywiania w szpitalach rannych żołnierzy polskich.
W latach 1940–1941 z własnej inicjatywy organizowała opiekę dla ubogiej ludności żydowskiej. Pod koniec 1942 roku na prośbę działaczy Stronnictwa Demokratycznego udostępniła swoje mieszkanie przy ul. Żurawiej 24 m 4 Radzie Pomocy Żydom „Żegota”. W mieszkaniu ukrywali się m.in. Julian Grobelny, Ferdynand Arczyński, Witold Bieńkowski, Władysław Bartoszewski, Ignacy Barski, Leon Fejner, Adolf Berman, Zofia Rudnicka, Emilia Hiżowa.
W roku 1985 Instytut Jad Waszem nadał jej tytuł Sprawiedliwej wśród Narodów Świata.
Jest pochowana na Cmentarzu Wojskowym na Powązkach w Warszawie (Kwatera: B2, rząd: 11, grób: 7).